# Bras spiral
Pour les articles homonymes, voir Bras et Spirale (homonymie).

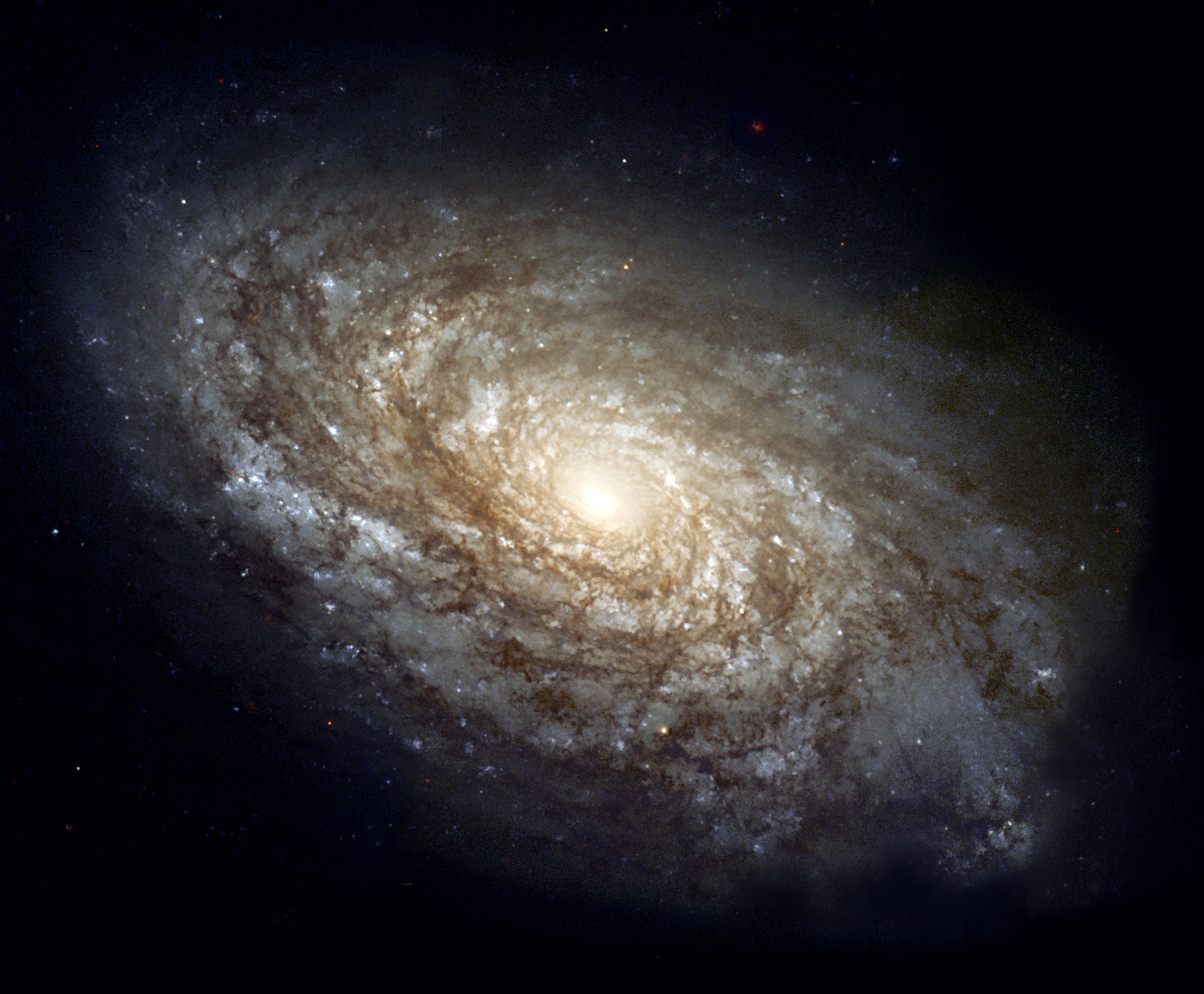
Une galaxie spirale, NGC 4414, et ses bras spiraux.

Les bras spiraux sont des régions de formation d'étoiles qui s'étendent depuis le centre de la spirale et de la barre des galaxies spirales.
Ces longues et minces régions ressemblent à une spirale.

## Propriétés
L'existence de ces bras spiraux a, au début, rendu les scientifiques perplexes, car les étoiles se trouvant à l'extrémité de la galaxie tourneraient plus vite que celles situées au centre (si la galaxie est en rotation). En réalité, les bras spiraux ne sont pas le résultat du mouvement d'une galaxie, mais d'une onde de densité qui conduit à la formation des étoiles. Pour cette raison, les bras apparaissent plus brillants parce qu'il y a plus de jeunes étoiles, et non pas parce que la galaxie ou les étoiles bougent de manière à produire des bras.

## Bras de la Voie lactée
La Voie lactée a quatre bras spiraux majeurs, le bras de Persée, le bras Écu-Croix, puis le bras Sagittaire-Carène et le bras de la Règle plus ténus. Le bras d'Orion, où se situent le Soleil et la Terre, est un bras spiral mineur de la Voie lactée.